# Сыгай, Аширбек Туребаевич
Аширбек Туребаевич Сыгай (Сигаев) (каз. Әшірбек Төребайұлы Сығай; 11 января 1947, пос. Миргалимсай, Южно-Казахстанская область — 28 ноября 2014, Алма-Ата) — советский и казахский писатель, критик, переводчик; государственный деятель Казахстана; Заслуженный деятель искусств Казахской ССР (1989), лауреат Государственной премии Республики Казахстан (2000).

## Биография
Происходит из подрода жетимдер рода котенши племени конырат.
В 1969 г. окончил театральный факультет Казахского института искусств имени Курмангазы по специальности «актёр-театровед», после чего преподавал там же.
С 1974 г. — на государственной и партийной работе: руководитель отдела театров, управления по делам искусств министерства культуры Казахской ССР. В 1979 г. окончил аспирантуру ГИТИСа. С 1979 г. — инструктор отдела культуры ЦК Компартии Казахстана, с 1983 г. — заместитель министра культуры Казахской ССР.
В 1989—1991 гг. — ректор Алма-Атинского театрально-художественного института.
В 1991—1994 гг. — первый заместитель министра культуры Республики Казахстан.
С 1994 г. — профессор факультета искусствоведения Казахской национальной академии искусств имени Т. К. Жургенова. В 2003—2006 гг. — представитель Министерства культуры, туризма и спорта в г. Алматы. С 2011 г. — профессор кафедры искусствоведения, руководитель мастерской театроведения Казахского национального университета искусств.

### Семья
Жена — Куляш Дулатбеккызы Сыгай. Дети:
- Торебай Канат (р. 1971)
- Сунгат (р.1974)
- Нурзат (р. 1985)
  - внуки: Дильда (р. 1995), Бахтияр (р. 2005), Бектияр (р. 2007), Инкар (р. 2009).

## Творчество
Автор 18 книг — «Іңкәр шақ» (1978), «Сыр сандық» (1980), «Сахнаға сапар» (1990), «Жарнама алдындағы ой» (1994), «Сахна саңлақтары» (1998), «Театр тағлымы» (2003), «Толғам» (2004), «Талдықорған театры» (2005), «Театр поэзиясын пір тұтқан», «Сахна әлемі», «Актер әлемі» (2008), «Ой төрінде — театр» (2008), «Театр сардары», «Райымбек Сейтмет», «Сәбира Майқанова», «Ән — тағдыр», «Таңғажайып театр», в которых провёл анализ актуальных аспектов казахстанских национальных театров (русский, уйгурский, корейский, немецкий и др.), а также отечественной драматургии.
Авторов сценариев цикла документальных фильмов о жизни и творчестве выдающихся деятелей казахской литературы и искусства (И. Ногайбаева, С. Жунусова, К. Кенжетаева, С. Майкановой, К. Кармысова и др.).
Перевёл на казахский язык произведения Мольера, Гольдони, Шайкевича. Был автором и ведущим программы «Жансарай» на телеканале «Хабар».

## В кинематографе
В 2014 г. на студии Казахфильм снят документальный фильм «Сын сардары» об Аширбеке Сыгай (режиссёр К. Н. Умаров).

## Награды и признание
- заслуженный деятель искусств Казахской ССР (1989)
- лауреат Государственной премии Республики Казахстан (2000) — за книгу «Сахна санлактары»[5]
- почётный гражданин городов Кентау, Туркестана и Южно-Казахстанской области
- Орден «Курмет» (2004)
- премия «Платиновый Тарлан» «Клуба меценатов Казахстана» в номинации «Театр» (2005).